# إدوين رودريغيز
إدوين رودريغيز هو لاعب كرة قدم هندوراسي في مركز الوسط، ولد في 25 سبتمبر 1999 في Quimistán ‏ في هندوراس.

## وصلات خارجية
- إدوين رودريغيز على موقع إي إس بي إن إف سي (الإنجليزية)
- إدوين رودريغيز على موقع قاعدة بيانات كرة القدم.إي يو (الإنجليزية)
- إدوين رودريغيز على موقع ناشيونال فوتبول تيمز (الإنجليزية)
- إدوين رودريغيز على موقع Soccerbase.com (لاعب) (الإنجليزية)
- إدوين رودريغيز على موقع Soccerway.com (الإنجليزية)
- إدوين رودريغيز على موقع عالم كرة القدم.نت (الإنجليزية)
- إدوين رودريغيز على موقع أوليمبيديا (الإنجليزية)